# Антикира (гетера)
Антикира (др.-греч. Άντικύρα) — древнегреческая гетера.
Плутарх привёл имя Антикиры при перечислении «всесветно знаменитых потаскух», вместе с Хрисидой, Ламией и Демо, с которыми Деметрий Полиоркет распутничал в Акрополе.
Об известности Антикиры свидетельствует её упоминание несколькими античными авторами. Аристофан Византийский в книге «О гетерах» писал, что её настоящим именем было «Эя». Антикирой, в переводе с греческого «чемерица», также назывался один из городов Фокиды. По одной, зафиксированной в античных источниках версии, девушка получила своё прозвище после того как получила в наследство от врача Никострата громадный запас чемерицы. Город Антикира был знаменит произраставшим там в обилии морозником, который в древности использовали для лечения психических заболеваний. Согласно ещё одной версии, Эя получила псевдоним «Антикиры», так как все её посетители напивались «до безумия».
Также, Антикиру в своей комедии «Льстец» упоминал Менандр.